# Martin Lund
Martin Lund (ur. 1979 w Oslo) – norweski reżyser i scenarzysta filmowy. 
W 2003 ukończył studia reżyserskie w Norweskiej Szkole Filmowej w Lillehammer. Jego pełnometrażowy debiut, Patyk się żeni (2010), miał swoją premierę w sekcji „Generation” na 61. MFF w Berlinie. Film pozostaje jednym z największych sukcesów frekwencyjnych w Norwegii.
Drugi film fabularny Lunda, komediodramat Mężczyzna prawie idealny (2012), przyniósł mu główną nagrodę Kryształowego Globusa na MFF w Karlowych Warach. Po pracy nad serialami Kampen (2013-14) i Match (2018) reżyser nakręcił swoją kolejną fabułę pt.  Psycholka (2019).